# 中国侨商联合会
中国侨商联合会是由归国侨商组成的全国性、联合性、非营利性社会团体，由中华全国归国华侨联合会主管。2003年成立。现任会长许荣茂。